# Мосолова, Александра Яковлевна
Алекса́ндра Я́ковлевна Мосоло́ва (23 апреля 1913, Мари-Турек, Уржумский уезд, Вятская губерния, Российская империя — 11 июля 1954, Йошкар-Ола, Марийская АССР, РСФСР, СССР) — марийский советский партийный и государственный деятель. Заместитель Председателя Президиума Верховного Совета Марийской АССР I созыва (1938—1941), нарком социального обеспечения Марийской АССР (1941—1942). Член ВКП(б) с 1938 года.

## Биография
Родилась 23 апреля 1913 года в посёлке Мари-Турек ныне Мари-Турекского района Марий Эл в крестьянской семье.
В 1933 году окончила Мари-Биляморский педагогический техникум.
С 1933 года на работе в Косолаповском районе Марийской АССР: учитель в Большевочерминской начальной школе, Елеевской неполной средней школе, Пумаринской начальной школе. Затем была секретарём Косолаповского райкома ВКП(б).
С 1938 года — заместитель Председателя Президиума Верховного Совета Марийской АССР.
В 1938—1947 годах избиралась депутатом Верховного Совета Марийской АССР I созыва. 
В 1941—1942 годах — нарком социального обеспечения Марийской АССР. Снята за необеспечение инвалидов Великой Отечественной войны надлежащей помощью.
В 1943—1944 годах — председатель Марийского областного комитета Международной организации помощи борцам революции (МОПР).
В 1954 году окончила агрономический факультет Тимирязевского университета в Москве. В 1951—1954 годах — сотрудник Министерства сельского хозяйства Марийской АССР.
Ушла из жизни 11 июля 1954 года в г. Йошкар-Оле Марийской АССР.